# Hunter's Blade
The Hunter's Blades Trilogy er en trilogi af bøger skrevet af R.A. Salvatore. Serien består af tre bøger, The Thousand Orcs (2002), The Lone Drow (2003) og The Two Swords (2004), og fortæller historien om Drizzt Do'Urden, Catti-brie, Wulfgar, Burenor Battlehammer og Regis' eventyr. 

## Plot
De 5 hovedpersoner rejser fra Icewind Dale til Mithral Hall, hvor Bruenor Battlehammer skal krones til konge over Mithral Hall og de dertil hørende dværge. Men på turen møder gruppen to dværge, der har overlevet et angreb. De beslutter at hjælpe dværgene med at få hævn over orkerne. Under turen opdager gruppen, at opgaven er større end ventet, så det kommer til et angreb ved byen Shallows. Ved den kamp, ser Drizzt en dværg, der står i et tårn på Bruernors plads. Da tårnet falder, tror Drizzt, at Bruenor er død, sammen med Catti-brie og Wulfgar, som han forlod i Shallows, og at Regis, der flygtede ud i vildmarken, også er død. Han går derfor tilbage i en primal urtids tilstand, hvor han kun kæmper for at hævne sine venner.
Han slår sig sammen med to måneelvere, og sammen prøver de at stoppe orkerne og deres allierede, ved at dræbe deres leder. I forsøget dør den ene af elverne.
Efter mange kampe bliver Bruenor, Catti-brie, Regis og Wulfgar fanget inde i Mithral Hall sammen med dværgehæren. Mithral Hall belejres af orkernes leder Orbuld, der med hjælp fra den onde orkgud, Gruumsh One-eye, holder sin hær udenfor. Da Drizzt opdager at hans venner har overlevet, bliver han lykkelig, men han kan ikke komme ind til dem, da en hær af over 10.000 orker holder til uden for.